# Turza Mała (gromada w powiecie mławskim)
Turza Mała – dawna gromada, czyli najmniejsza jednostka podziału terytorialnego Polskiej Rzeczypospolitej Ludowej w latach 1954–1972.
Gromady, z gromadzkimi radami narodowymi (GRN) jako organami władzy najniższego stopnia na wsi, funkcjonowały od reformy reorganizującej administrację wiejską przeprowadzonej jesienią 1954 do momentu ich zniesienia z dniem 1 stycznia 1973, tym samym wypierając organizację gminną w latach 1954–1972.
Gromadę Turza Mała z siedzibą GRN w Turzy Małej utworzono – jako jedną z 8759 gromad na obszarze Polski – w powiecie mławskim w woj. warszawskim, na mocy uchwały nr VI/10/8/54 WRN w Warszawie z dnia 5 października 1954. W skład jednostki weszły obszary dotychczasowych gromad Józefowo, Krępa, Lewiczyn, Turza Mała i Turza Wielka ze zniesionej gminy Turza w tymże powiecie. Dla gromady ustalono 18 członków gromadzkiej rady narodowej.
31 grudnia 1959 do gromady Turza Mała przyłączono obszary zniesionych gromad: Rumoka (bez wsi Niegocin i Zawady) i Łomia (bez wsi Korboniec, Wiśniewko i Wojnówka) w tymże powiecie.
Gromada przetrwała do końca 1972 roku, czyli do kolejnej reformy gminnej. 1 stycznia 1973 w powiecie mławskim reaktywowano gminę Turza Mała (do 1954 pod nazwą gmina Turza).